# جوش مارتن
جوش مارتن (بالإنجليزية: Josh Martin)‏ (و. 1991  م) هو لاعب كرة قدم أمريكية، من الولايات المتحدة، ولد في هيوستن، تكساس، يلعب كظهير ‏.

## التعليم
تعلم في Cherokee Trail High School ‏.